# Coyote (bebida)
El Coyote es una bebida alcohólica tradicional de Pilcaya, Guerrero. La receta original incluye naranja criolla, chile serrano, cebolla y alcohol de caña. Sin embargo, en la actualidad existen diversas variantes que incorporan diferentes frutas e ingredientes, como el nanche, la maracuyá, el arrayán e incluso el betabel. Aunque en el pasado fue más popular, una versión menos conocida hoy en día es la que se prepara con naranja y jumil, que suele servirse en las ofrendas de Día de Muertos a las personas visitantes.

## Historia

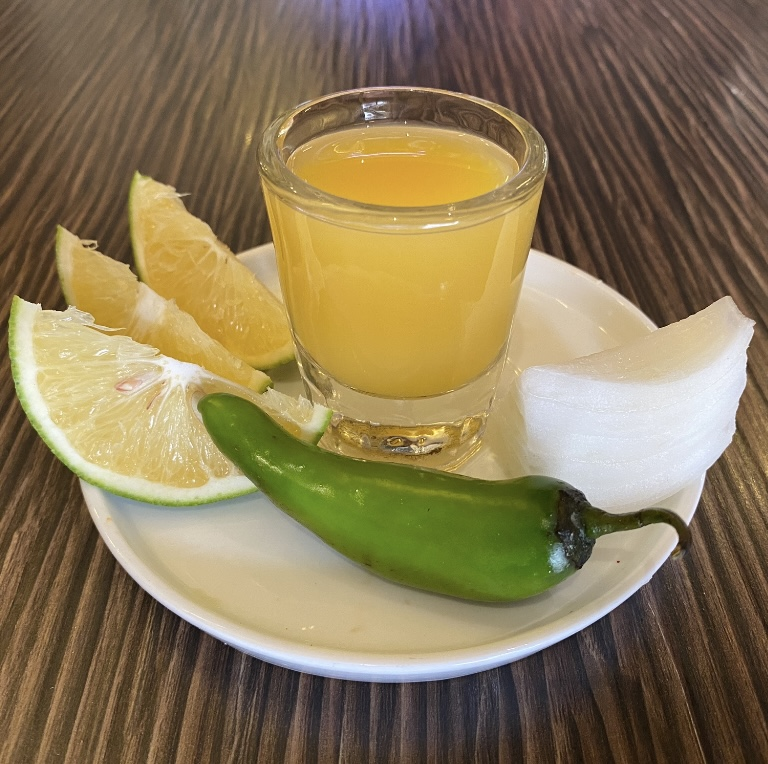
Coyote de naranja criolla.

Se conoce muy poco sobre el origen de esta bebida, pero algunas hipótesis establecen que su creación se remonta a la década de 1860, en los campos de cultivo. Se dice que los trabajadores agrícolas, tras el almuerzo y para resistir las largas jornadas, comenzaron a mezclar los ingredientes que tenían a su disposición: naranja criolla, chile, cebolla y alcohol de caña. Una vez que los ingredientes (finamente picados) se colocaban en una botella, ésta se agitaba enérgicamente hasta generar espuma, señal visual de que la bebida estaba lista. Debido a su capacidad para refrescar y revitalizar a los trabajadores, así como a su facilidad y bajo costo de preparación, la bebida se popularizó rápidamente entre la población local. 

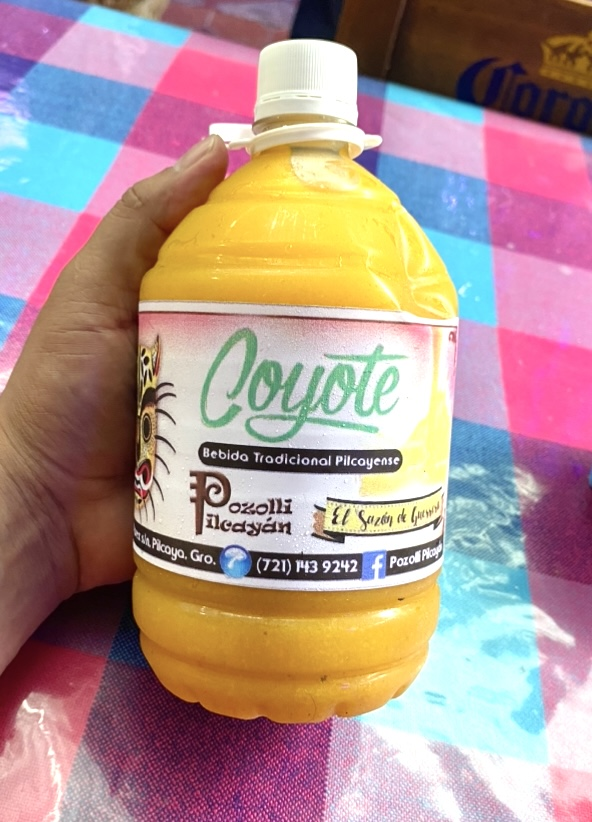
Coyote de nanche.

Tampoco se tiene claro el porqué del nombre. Aunque algunas personas sugieren que "Coyote" alude a la naturaleza "silvestre" de su preparación original, la versión más aceptada es que el nombre proviene del efecto que la bebida produce en quienes la consumen, haciéndolos aullar como un coyote bajo su influencia.
En la actualidad, las variantes del Coyote se han diversificado considerablemente, ofreciendo una amplia gama de sabores que incluyen maracuyá, nanche, arrayán y betabel, entre otros. Estas versiones, preparadas con ingredientes locales y frescos, se han convertido en una parte esencial de la oferta gastronómica de Pilcaya, donde es común encontrar la bebida a la venta en diversos puntos del pueblo. Cada variante conserva la esencia de la receta original (omitiendo la cebolla y el chile en sabores más dulces que el de naranja), adaptándose al paladar de los locales y visitantes, lo que ha contribuido a mantener viva esta tradición centenaria.
Hace pocos años se integraron a la oferta local variantes como la de coco y café, no obstante, aunque algunas personas también las catalogan como "Coyote", lo cierto es que estas versiones son una adaptación del Torito de Veracruz, pues están preparadas con base de leche. 
Entre los principales productores de Coyote se encuentra la casa de "La Tigra", la pozolería "Pozolli Pilcayán" y algunas pozolerías de La Concepción, comunidad de Pilcaya. 

## Variantes
Como ya se mencionó, el coyote original es de naranja criolla, sin embargo, muchas variantes se han creado con el paso de los años, siendo las siguientes algunas de ellas:
- Coyote de naranja con maracuyá

- Coyote de naranja con jumil

- Coyote de naranja con salsa Búfalo

- Coyote de maracuyá

- Coyote de nanche

- Coyote de arrayán

- Coyote de betabel

## En la cultura popular
- Desde la primera edición, en 2016, la feria del pozole y del coyote "Coyotl Pozolli" se celebra todos los años, ya sea el domingo anterior o posterior a Semana Santa.
- Se suele ofrecer Coyote en las ofrendas de Día de Muertos y también en el desfile del Día de los Locos y la Mojiganga,[8] en septiembre.